# Еруцизам
Еруцизам (лат. ērūca- гусеница) је тип алергијског или контактног дерматитиса који настаје код човека при посредном или непосредном контакту са сетама или чекињама гусеница.

## Токсичност код гусеница
Подручје Евроазије насељавају гусенице коју су само зоотоксичне (род Zygaena), те због једињења које нагомилавају захваљујући исхрани одређеним биљним врста представљају опасност за предаторе. Реакције код човека изазивају њихове сете, због својих физичких и хемијских особина. Најпре, облик и величина сете гусенице омогућују лако пробадање и глављење у човековој кожи, а неке од њих су опремљене продуктима тубуларних жлезди са интегумента, а који за човека могу бити иритативни и алергени.

## Клиничка слика
Већина манифестација еруцизма у Европи ограничена је на упалну реакцију на кожи, болно црвенило, свраб и осип. Ретко, инхалацијом сета могу се јавити озбиљнији симптоми и респираторне инфекције, конјуктивитис, едеми, упале лимфних чворова. Тропске и субтропске зоне насељавају гусенице чији токсини, у зависности од концентрације, могу бити летални по човека, попут оних код врсте Lonomia obliqua.

## Европски таксони код којих је бележено изазивање еруцизама
Наведени таксони присутни су и у Србији:
- род Thaumetopoea
- род Spilosoma
- род Lasiocampa
- род Malacosoma
- Orgyia antiqua
- Calliteara pudibunda
- Macrothylacia rubi
- Euproctis chrysorrhoea

## Галерија
- Lasiocampa quercus
- Macrothylacia rubi
- Orgyia antiqua
- Calliteara pudibunda